# Secția pentru Investigarea Infracțiunilor din Justiție
Secția pentru Investigarea Infracțiunilor din Justiție (SIIJ) era o structură operativă în cadrul Parchetului de pe lângă Înalta Curte de Casație și Justiție, a cărei activitate a devenit operațională din 23 octombrie 2018. SIIJ avea competența exclusivă de a efectua urmărirea penală pentru infracțiunile săvârșite de judecători și procurori, inclusiv judecătorii și procurorii militari și cei care au calitatea de membri ai Consiliului Superior al Magistraturii. De asemenea, Secția pentru investigarea infracțiunilor din justiție își păstra competența de urmărire penală și în situația în care, alături de persoanele menționate anterior erau cercetate și alte persoane.Secția a fost desființată în martie 2022.

## Conducerea
SIIJ este condusă de un procuror șef de secție, întreținut de un procuror-șef adjunct, numit conform Plenului Consiliului Superior al Magistraturii, în baza Legii nr. 304/2004 privind organizarea judiciară.
Procurorul general al Parchetului de pe lângă Înalta Curte de Casație și Justiție rezolvă conflictele de competență între Secție pentru cercetarea infracțiunilor și a altor structuri sau unități din cadrul Ministerului Public.
Secția de investigare a infracțiunilor penale de justiție își desfășoară activitatea în conformitate cu principiul legalității, imparțialității și controlului ierarhic.
Este interzisă delegarea sau detașarea procurorilor din cadrul Secției pentru investigarea infracțiunilor.
Structura funcționează cu 15 funcții de procuror.
Numărul de posturi ale structurii în justiție poate fi modificat, în funcție de volumul de activitate, prin ordin al procurorului general al Parchetului de pe lângă Înalta Curte de Casație și Justiție, la solicitarea procurorul-șef al secției, cu acordul Consiliului Superior Plenar al Magistraturii.

## Atribuțiile SIIJ
SIIJ dispune de următoarele atribuții:
- efectuarea urmăririi penale, în condițiile prevăzute de Legea nr. 135/2010, cu modificările și completările ulterioare, pentru infracțiunile din competența sa;
- sesizarea instanțelor pentru luarea măsurilor prevăzute de lege și pentru judecarea cauzelor cu privire la infracțiunile menționate la lit. A);
- crearea și actualizarea bazei de date în domeniul infracțiunilor în domeniul de competență;
- exercitarea și retragerea căilor de atac în cauzele aflate în competența Secției, inclusiv în cazurile în fața instanțelor judecătorești sau soluționate definitiv înainte de funcționarea acesteia, conform Ordonanței de urgență a Guvernului nr. 90/2018[6] privind unele măsuri pentru operaționalizarea Secției pentru investigarea infracțiunilor în justiție;
- exercitarea altor atribuții prevăzute de lege.

Participarea la ședințele de judecată care intră în competența structurii este asigurată de procurorii secției judiciare a urmăririi penale la Parchetul de pe lângă Înalta Curte de Casație și Justiție sau de procurorii urmăririi penale de competența investită în proces. Pentru a desfășura activitățile specifice prevăzute de Codul de procedură penală, în cadrul secției de cercetare a infracțiunilor, ofițerii sau poliția judiciară își exercită activitatea sub supravegherea și controlul direct al procurorilor secției, în limitele prevăzute de lege.
De asemenea, SIIJ include specialiști în prelucrarea și valorificarea informațiilor, economice, financiare, vamale, IT, precum și în alte domenii, pentru a clarifica anumite aspecte tehnice sau de specialitate ale activitatea de urmărire penală.

## Controverse
Activitatea SIIJ a fost criticată atât de Comisia Europeană, cât și de instituțiile europene în punctul de vedere către Curte de Justiție a Uniunii Europene. Punctul de vedere al CE este similar cu cel al ministrului Justiției, Ana Birchall. Unul dintre argumentele CE împotriva SIIJ este că există suspiciunea că Secția Specială a fost făcută doar pentru a transfera actele sensibile de la DNA la SIIJ, „care ar putea fi mai supusă unor intervenții externe și presiuni, din punct de vedere politic, decât o instituție dedicată consolidată de-a lungul timpului ca Direcția Națională Anticorupție”, tocmai pentru că SIIJ are puterea de a investiga pe oricine, dacă un magistrat este menționat în plângere.
Ulterior, Curtea de Justiție a Uniunii Europene (CJUE) a pronunțat marți decizia în procesele deschise de asociații de magistrați din România privind înființarea controversatei Secții speciale de anchetare a magistraților și arată că exemple practice luate din activitățile SIIJ sunt de natură să confirme realizarea riscului ca această secție să se asemene unui instrument de presiune politică și să intervină pentru a schimba cursul anumitor anchete penale sau al unor proceduri judiciare privind, printre altele, fapte de corupție la nivel înalt într‑un mod care ridică îndoieli cu privire la obiectivitatea sa. Dar a lăsat totuși la latitudinea instanțelor naționale să verifice dacă reforma care a condus în România la înființarea unei secții specializate însărcinate cu anchetarea judecătorilor și a procurorilor nu este de natură să facă secția permeabilă influențelor exterioare.
În septembrie 2020, avocatul general al Curții de Justiție a UE (CJUE), Michal Bobek, arăta că înființarea Secției pentru Investigarea Magistraților încalcă legislația UE, potrivit unui comunicat al instituției. Opinia avocatului general a fost un pas preliminar în proces, decizia definitivă fiind luată marți, 18 mai 2021, de înalta instanță a Uniunii Europene.